# Prozessionsaltar (Albertshausen, Albertshausener Straße 6)

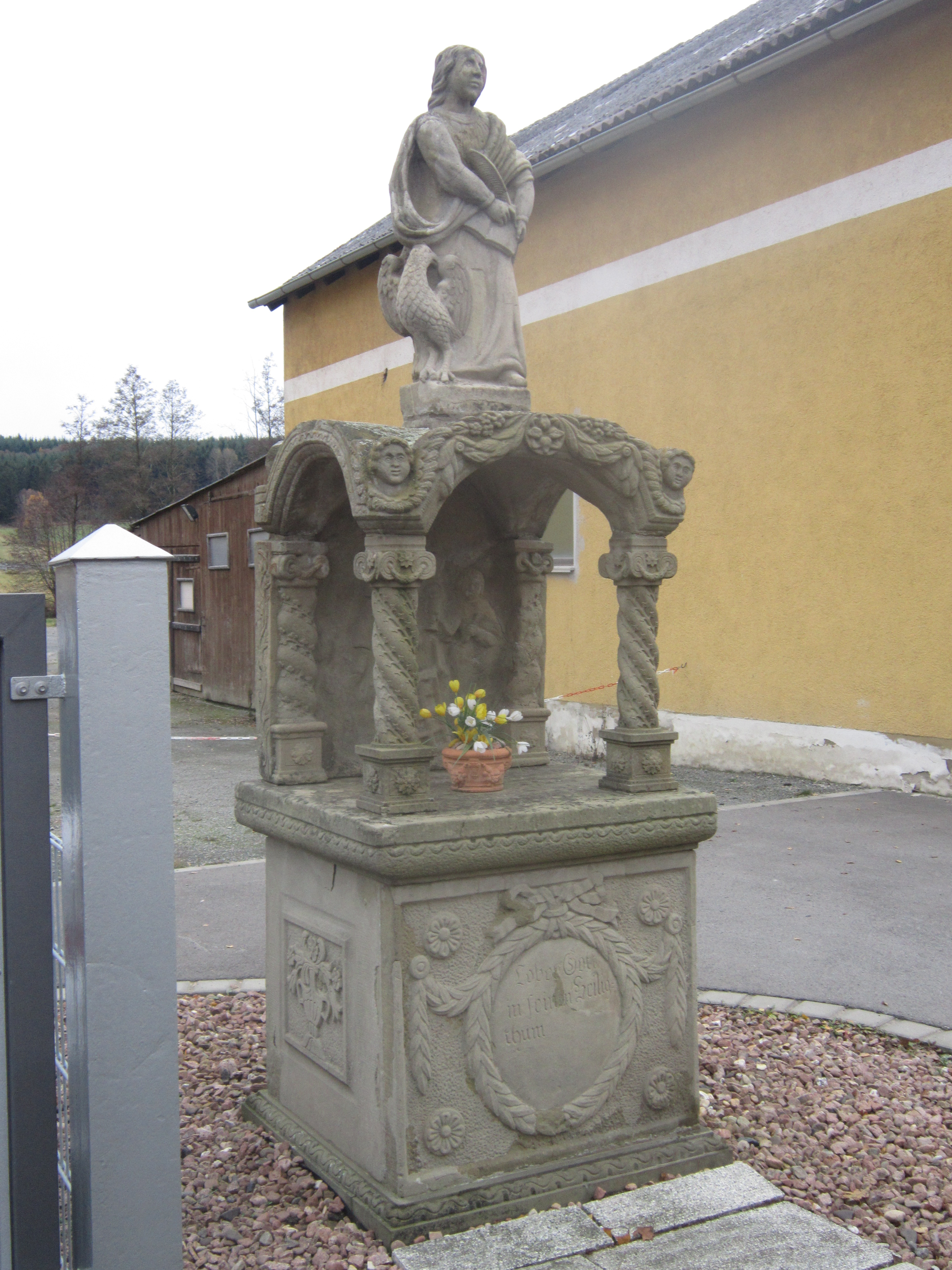
Prozessionsaltar, Albertshausener Straße 6, Albertshausen

Der Prozessionsaltar mit der Adresse Albertshausener Straße 6 befindet sich in Albertshausen, einem Stadtteil von Bad Kissingen, der Großen Kreisstadt des unterfränkischen Landkreises Bad Kissingen. Er gehört zu den Bad Kissinger Baudenkmälern und ist unter der Nummer D-6-72-114-133 in der Bayerischen Denkmalliste registriert.

## Beschreibung
Der Prozessionsaltar stammt aus dem Jahr 1796, besteht aus grauem Sandstein und zeigt den Evangelisten Johannes mit Federkiel, Buch und Adler.
Der 283 cm hohe Prozessionsaltar besteht aus 11 Teilen: sechs Sockelteilen, vier Aufbauteilen sowie dem Baldachinaltar mit der Bekrönungsfigur des Evangelisten Johannes. Das 97 cm × 97 cm große Fundament ist in den Boden eingelassen. Das Sockelprisma sitzt auf einem schräg eingezogenem, 4 cm breiten Wellenbandkranz. Der Sockel ist 97 cm hoch.  Die Sockeltische hat die Maße 93 cm × 90 cm und ist 10 cm dick. Das Sockelprisma ist 88 cm hoch und hat die Maße 89 cm × 86 cm. Auf der Schauseite befindet sich in der Mitte ein Lorbeerkranzmit einer Schleife oben sowie Hängegirlanden beidseitig; in den Ecken befinden sich Rosetten. Die Schauseiteninschrift lautet in gotischen Lettern:

„Lobet Gott
in seinem Heilig-
tume .... (unleserlich)"“

Die rechte Sockelseite beherbergt ein Wunderblumennmotiv.
Der Baldachinaltar ist 97 cm hoch und hat die Maße 88 cm × 75 cm und besteht aus einem Tonnengewölbe aus vier Säulen. Die Säulen stehen auf Würfelbasen mit Rosettenzier (S = 14 cm). Auf den Würfelbasen stehen gedrehte Säulen mit variierten jonischen Kapitellen, die das Baldachindach tragen. Die Vorderseitenzierde des Baldachindachs besteht aus Blätter- und Blütengebinden. An den Ecken des Baldachindaches befinden sich Puttenköpfe. Das Rückseitenrelief zeigt das Martyrium des hl. Laurentius von Rom. Laurentius ist mit Siegespalme und Rost zu sehen, über den Wolken befindet sich das Lamm Gottes, in Laurentius’ Gefolge sind Priester mit Kelch und Eucharistie zu sehen.
Der Prozessionsaltar wurde in den Jahren 1970 und 1984 renoviert.